# Musée national d'Art oriental
Le musée national d'Art oriental (en italien : Museo nazionale d'arte orientale) était un musée de Rome, en Italie, consacré aux arts de l'Orient, depuis le Moyen-Orient jusqu'au Japon et sur une très longue période qui va, par exemple, depuis l'Anatolie du Néolithique (VIe millénaire av. J.-C.) jusqu'aux cultures orientales au XXe siècle.
Les collections du musée ont été fondues au sein du Musée des Civilisations, Museo delle Civiltà, Piazza Guglielmo Marconi, 14. 00146 Roma. Arrêt de bus 791 et 714 Colombo/Marconi.

En effet, depuis septembre 2016, le Musée, avec quatre autres instituts, a fusionné dans le nouveau Musée des civilisations : les collections ont été transférées au nouveau siège de l'EUR dans le quartier de l'Esquilino.
Le Musée national d'art oriental a été créé en 1957 par un décret du président de la République et a été ouvert au public en 1958. Depuis 2010 le musée porte le nom de Giuseppe Tucci (1894-1984), l'un des plus grands orientalistes du XXe siècle, qui a participé activement à la fondation du musée.

## Collections
Ces collections couvrent plusieurs grands ensembles : Moyen-Orient ancien, monde islamique, Gandhara, Inde, Chine, Viêt Nam, Japon et Corée.
Le musée comprend 14 pièces et s'agrandit encore, par exemple avec l'ouverture du salon de la Corée, en juin 2010. Les photographies des artéfacts sont permises, sur autorisation du directeur du musée.
Le musée possède une remarquable et rare collection de la région du Gandhara (Pakistan) : ils proviennent de missions archéologiques de l'Institut italien pour le Moyen et l'Extrême-Orient (IsMEO) sur les sites bouddhistes et protohistoriques de Swat, notamment la Butkara Stupa (en) de Barikot.
Le musée présente d'autres collections particulièrement rares, notamment des éléments du Palais du sultan Mas`ûd III de Ghazni (en) et d'un temple bouddhiste à Ghazni en Afghanistan, des artefacts archéologiques de la ville préhistorique de Shahr-e Sokhteh, dans l'Est de l'Iran et des objets du Népal, du Tibet et du Ladakh, recueillis par Giuseppe Tucci lors de ses voyages de 1928 à 1948.

## Galerie

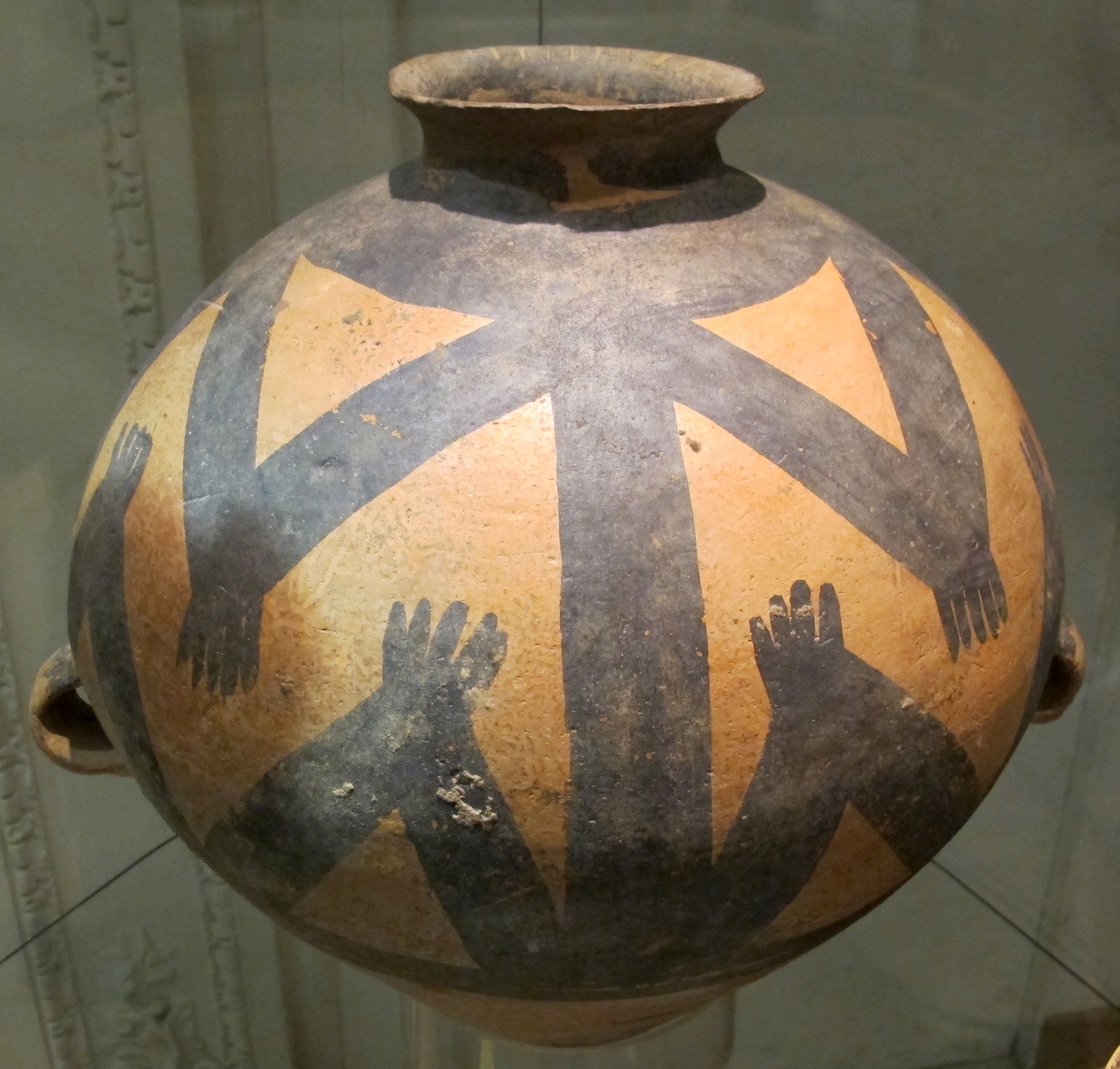
Vase peint (à personnage ?). Culture de Majiayao, phase Machang. Chine, 2300-1800 avant notre ère
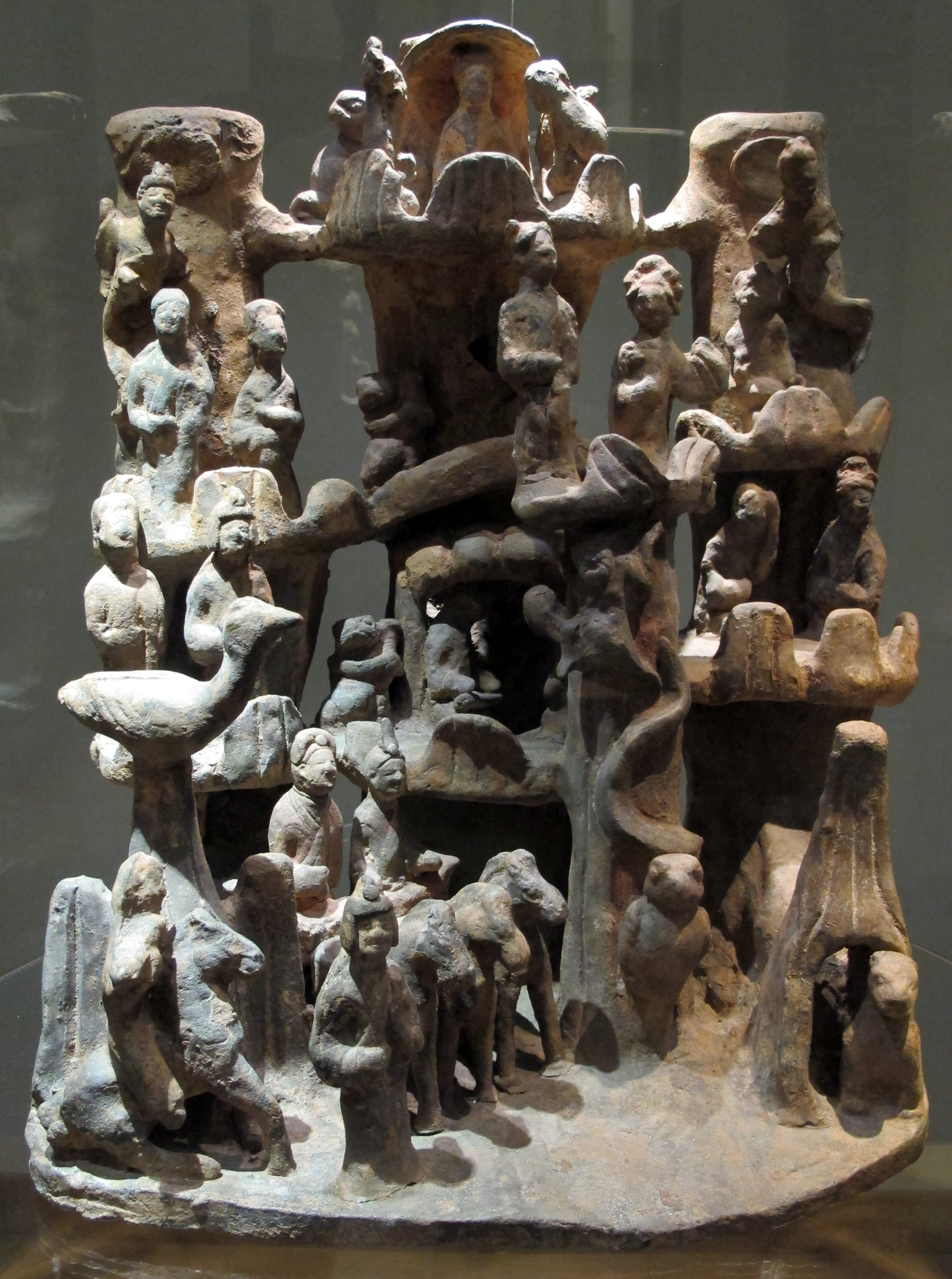
Sculpture funéraire taoïste, dynastie Han (25-220). Sichuan, Chine
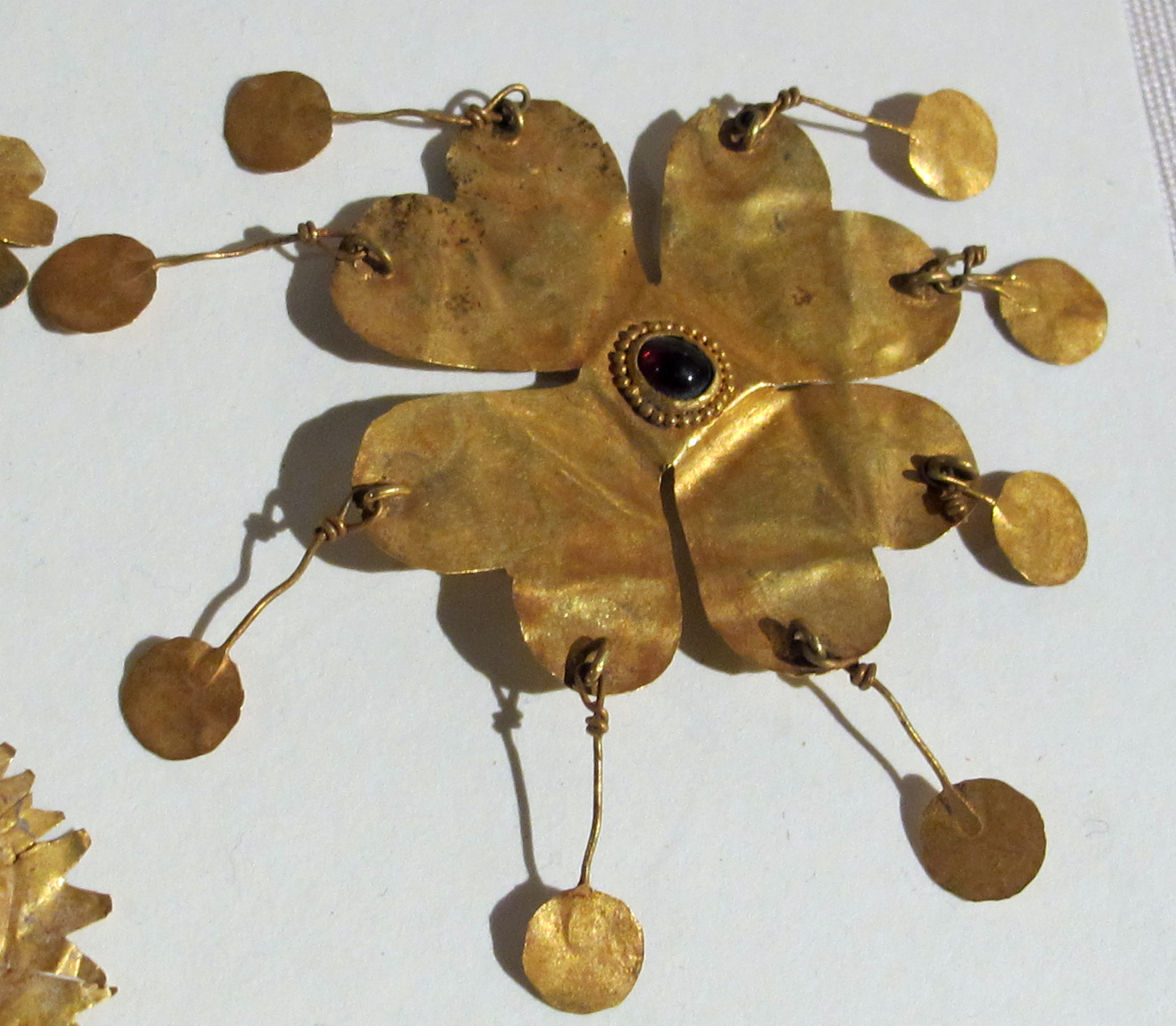
Bijoux, or et grenats. Asie centrale, IIIe siècle
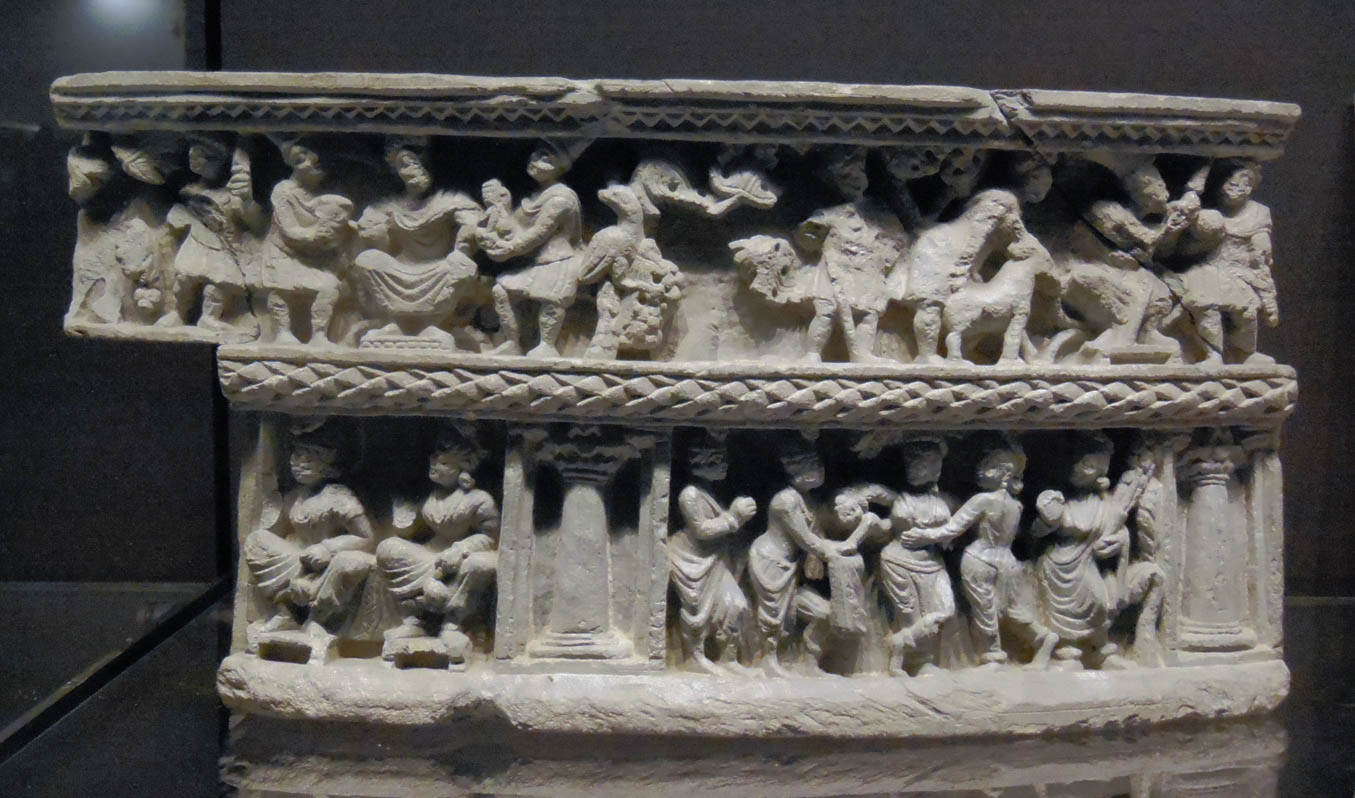
Naissance de Buddha. Gandhara. Pakistan IIe – IIIe siècle
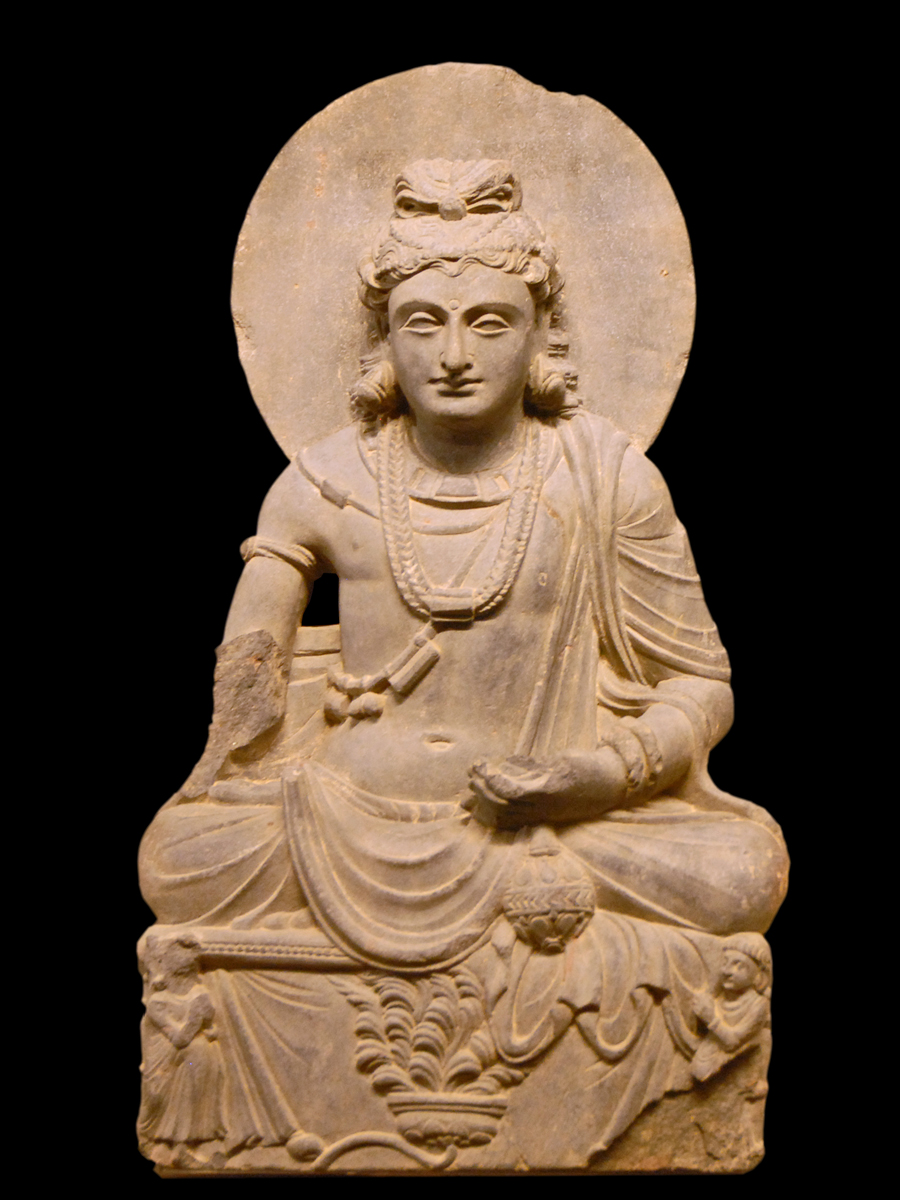
Bouddha Maitreya. Gandhara. Pakistan IIe – IIIe siècle
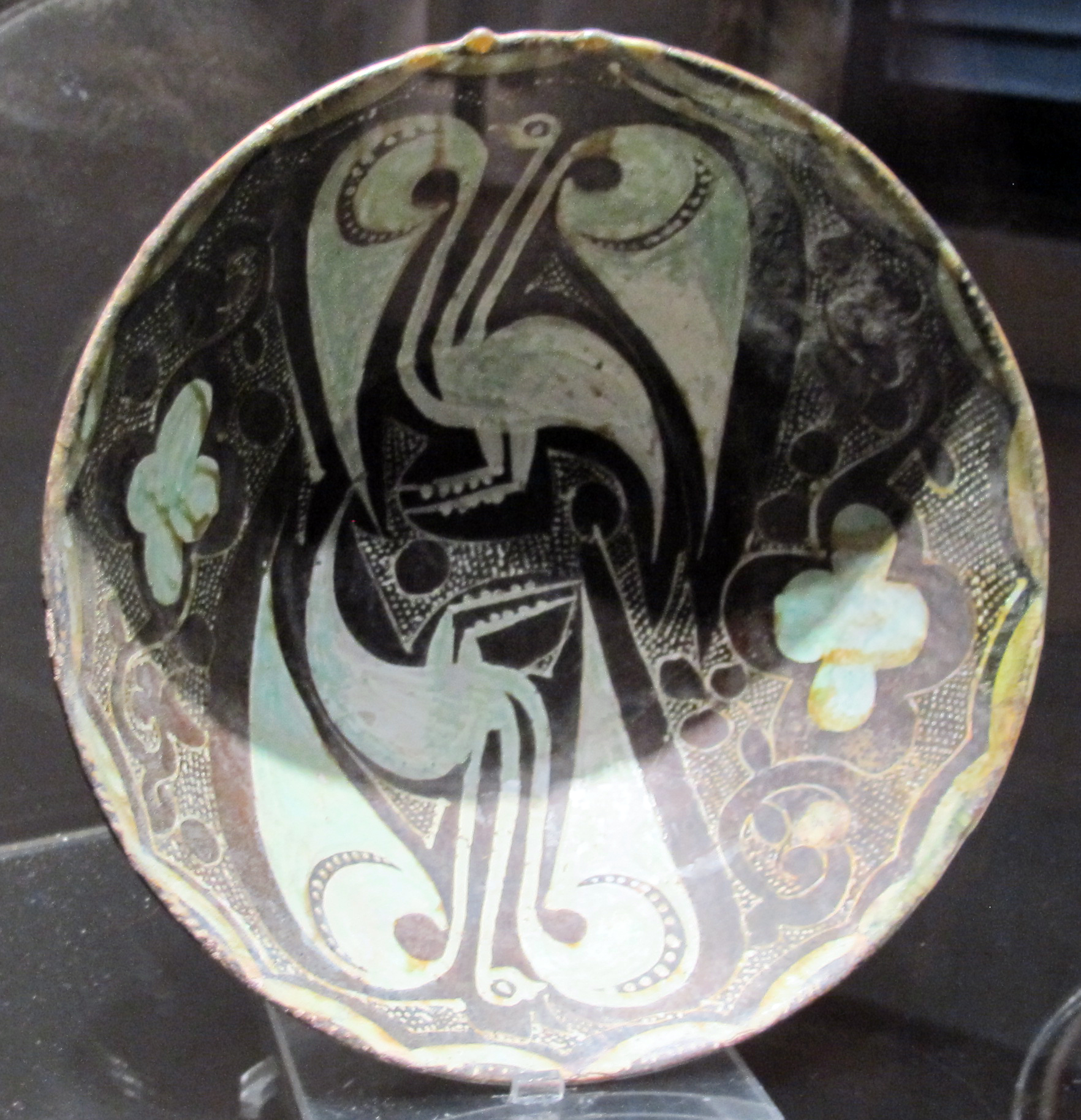
Plat, Iran oriental, IXe – Xe siècle
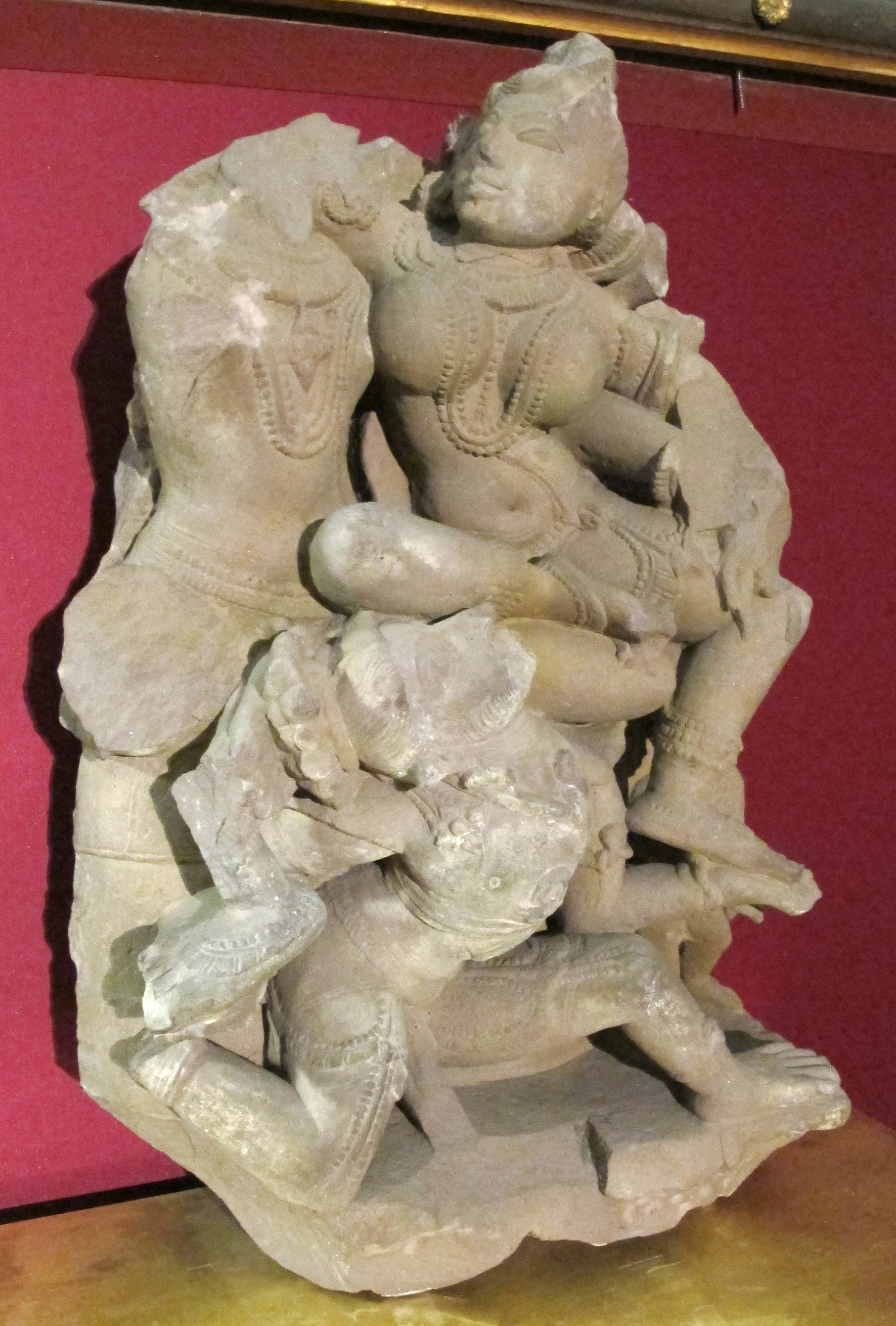
Vishnu et Lakshmi sur Garuda. Art chandela, Inde Xe siècle
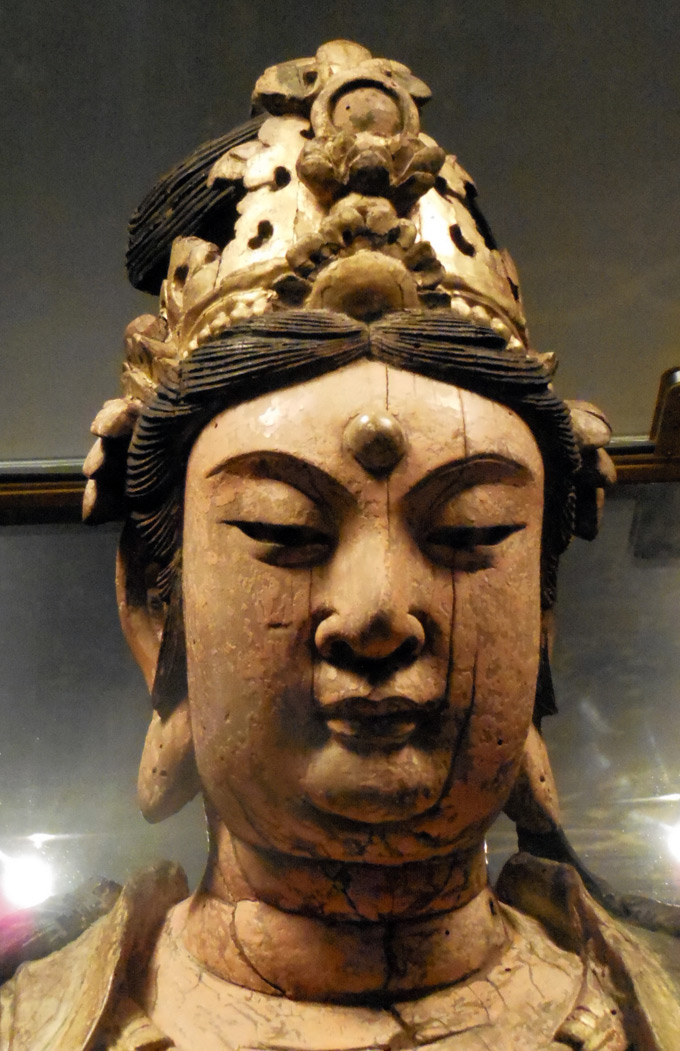
Guanyin, Song septentrionaux- dynastie Jin XIIe siècle. Bois. Chine
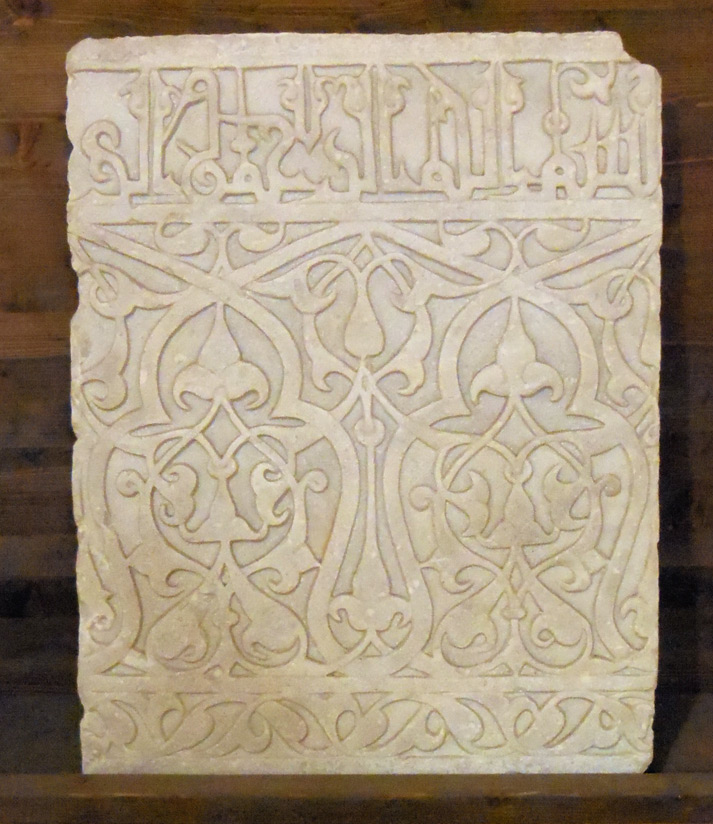
Plaque de marbre, décor du palais du sultan Mas'ud III de Ghazni (1061-1115). Afghanistan
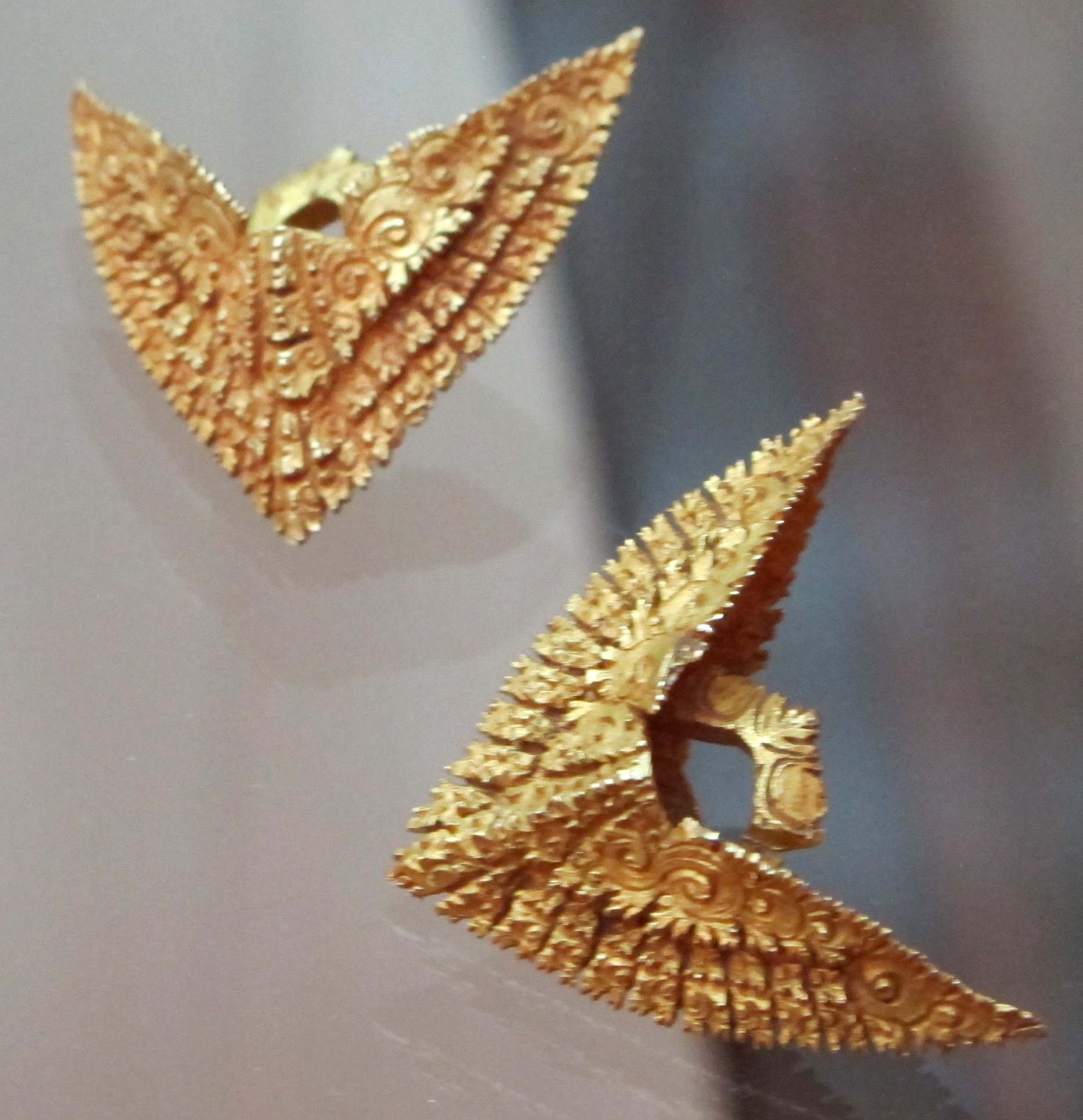
Java Central. Paire de boucles d'oreilles en or à la cire perdue, Xe – XIIIe siècle
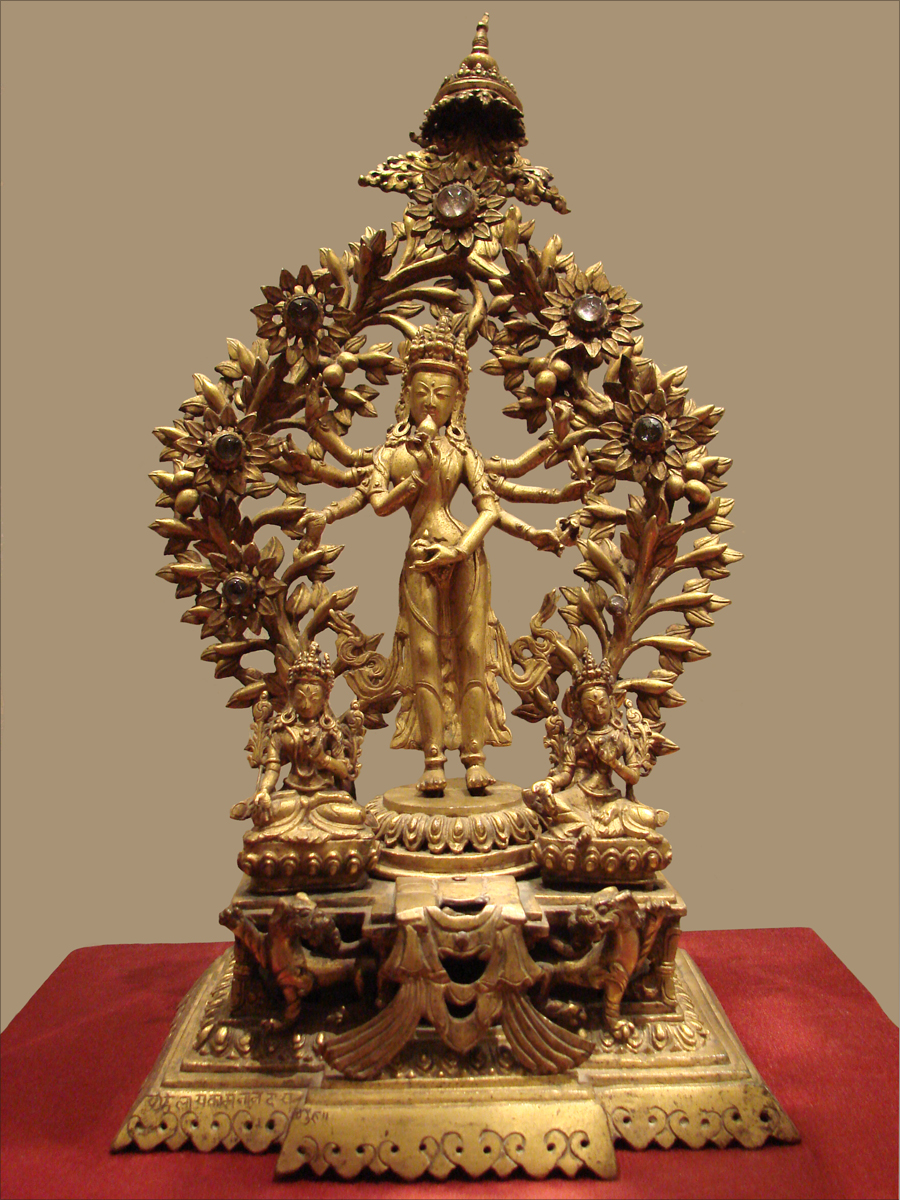
Avalokiteshvara, Népal XIIIe siècle
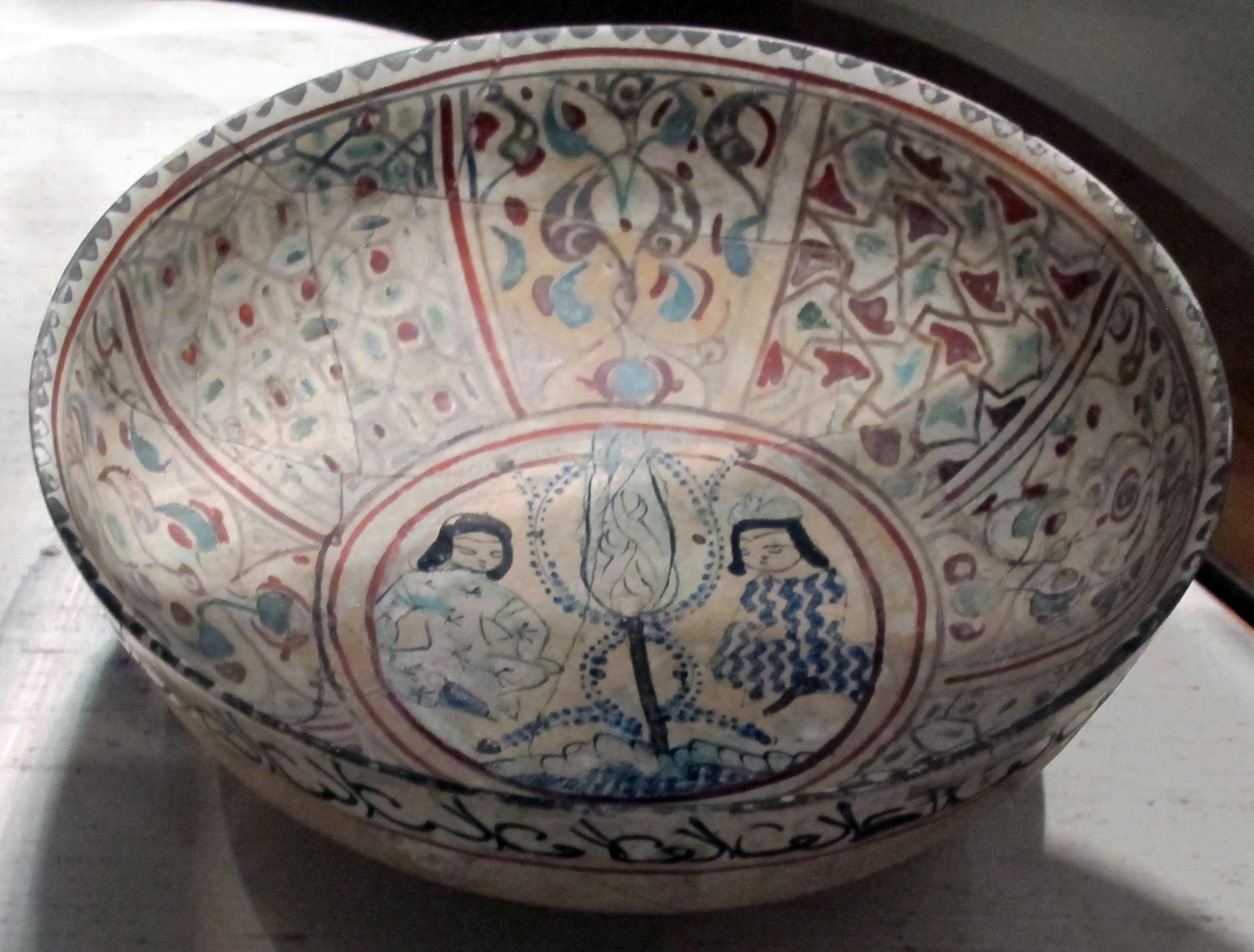
Céramique polychrome, Iran, XIIe – XIIIe siècle
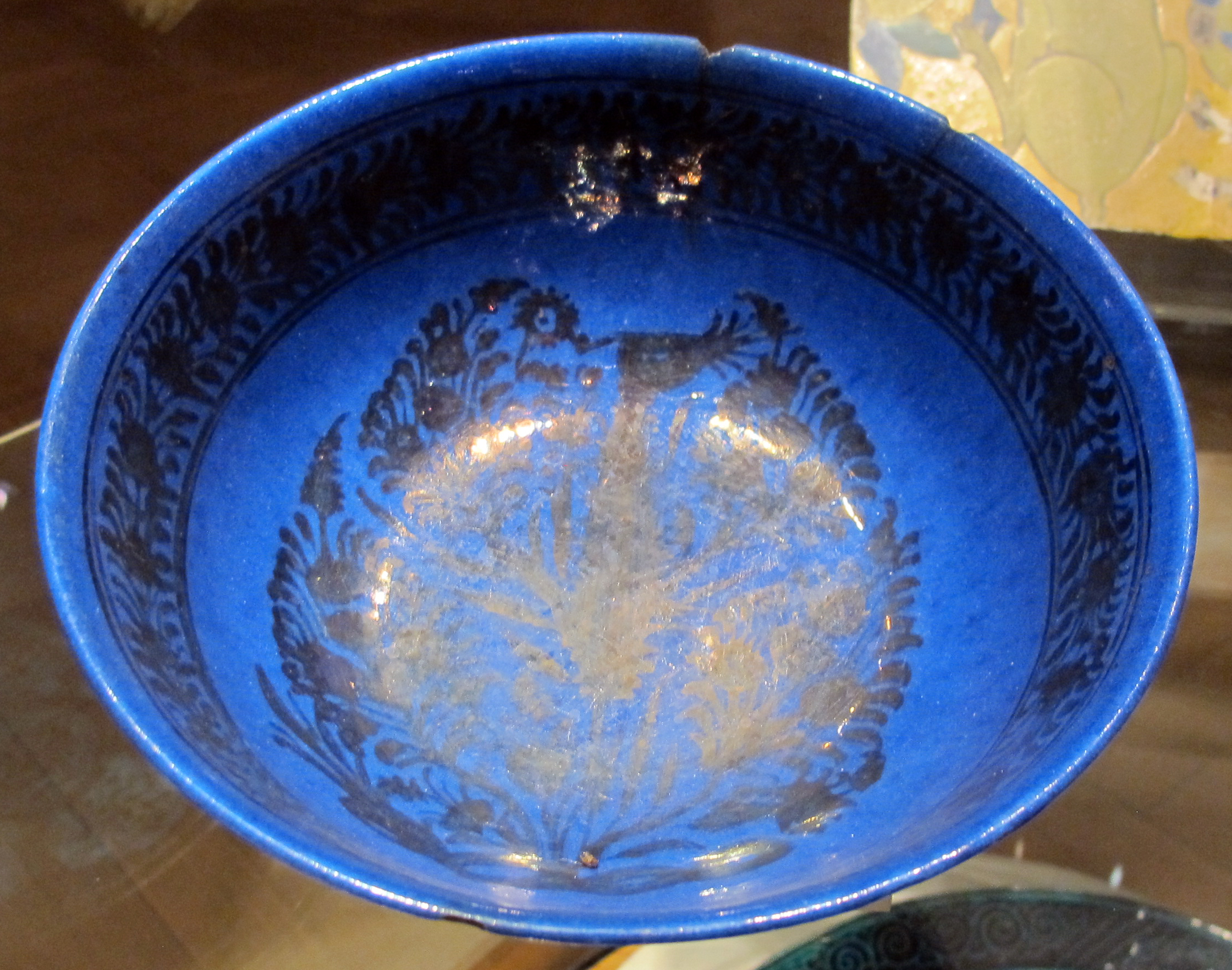
Coupe bleue, Iran, XVIe – XVIIe siècle
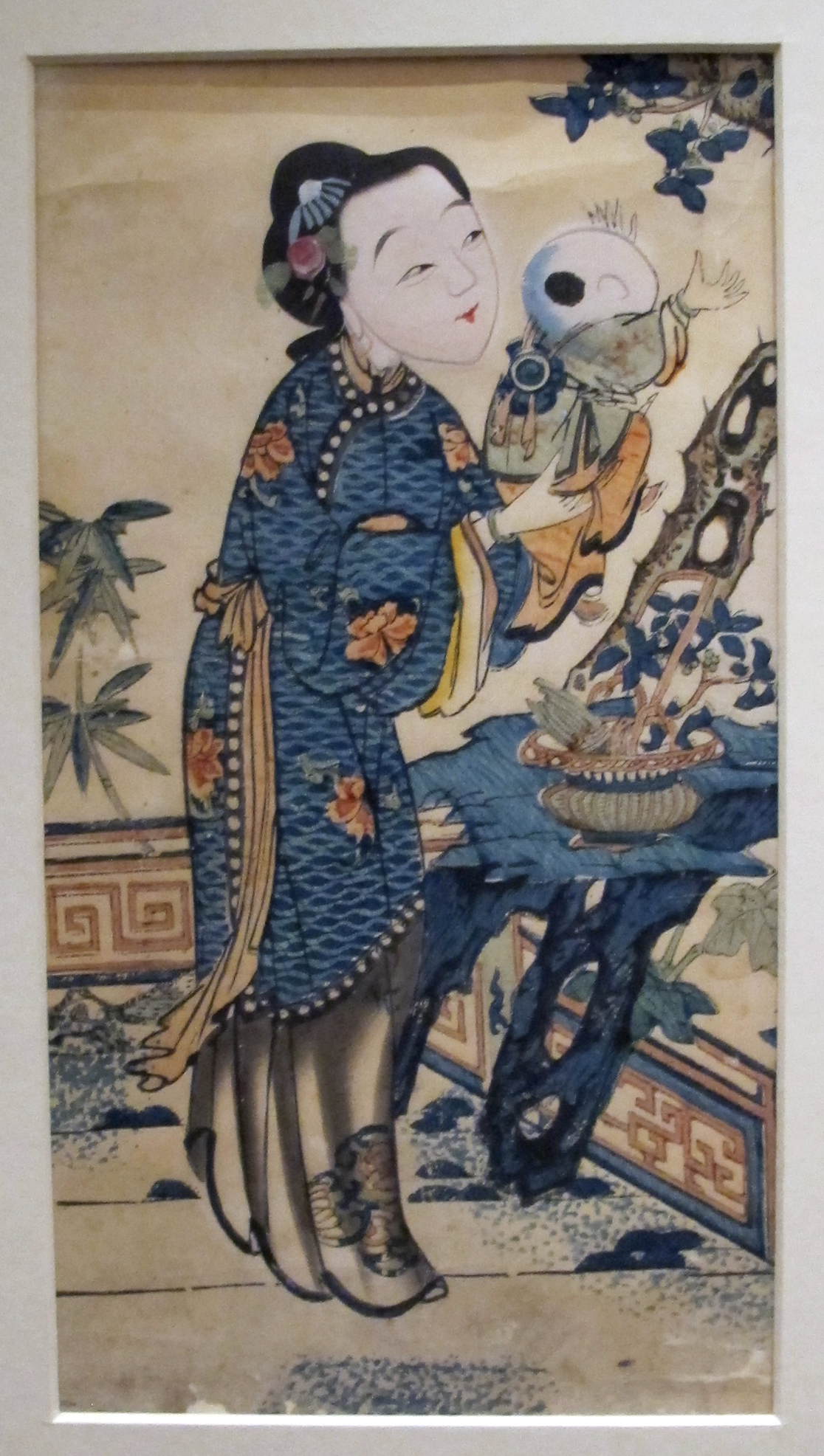
Dynastie Qing, Chine, XIXe siècle. Estampe de nouvel an.
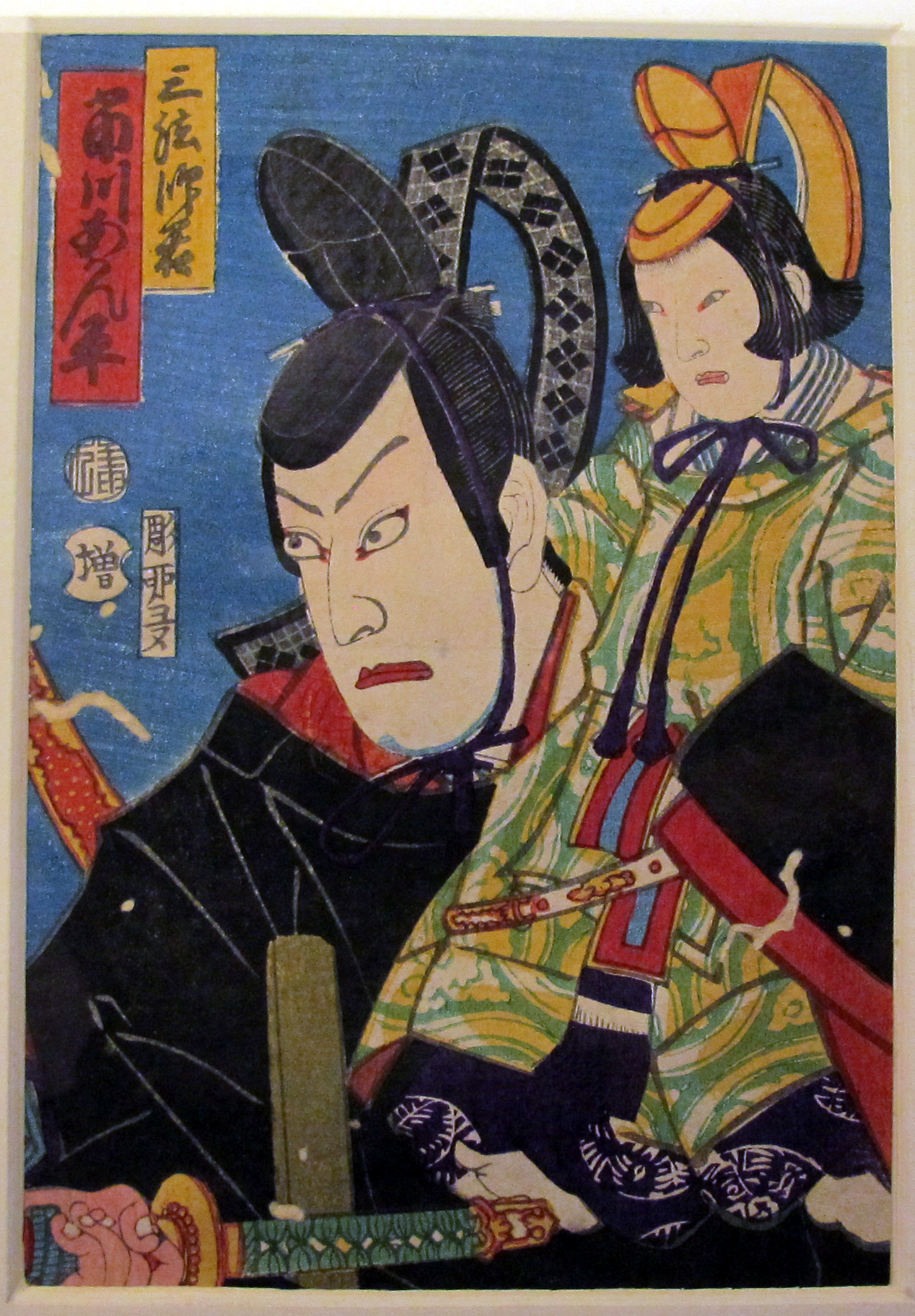
Ukiyo-e, Japon, 1872. Acteur dans le rôle d'un aristocrate défendant un jeune prince
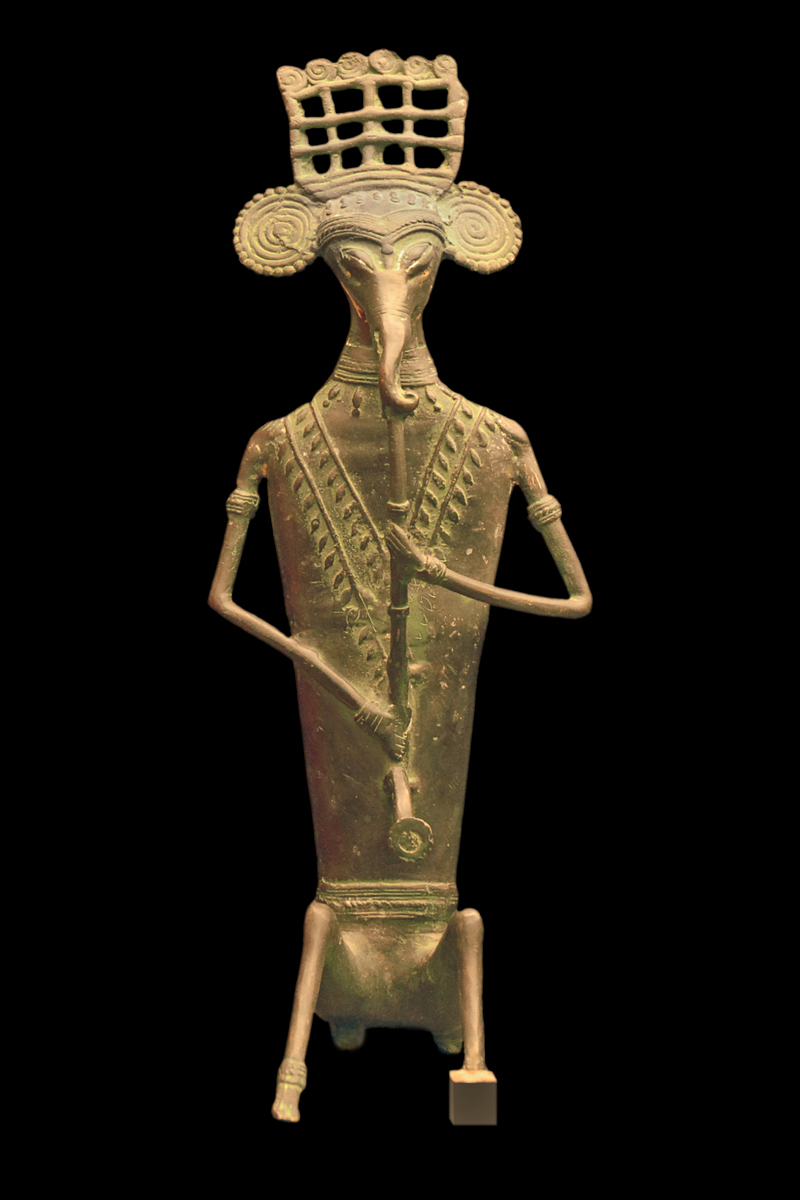
Ganesh musicien. Art populaire, Inde orientale XXe siècle
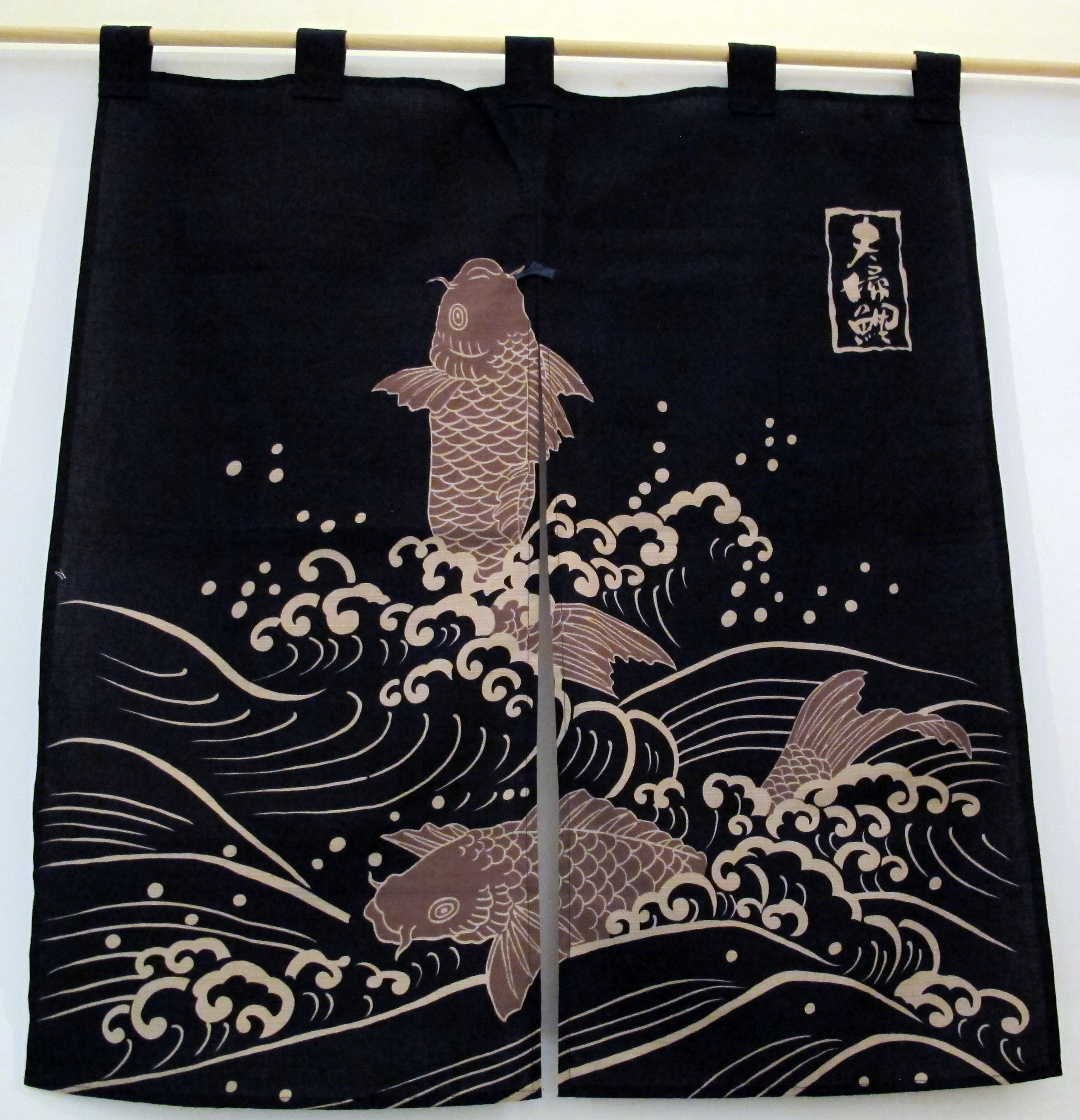
Noren d'entrée. Japon, XXe siècle

## Source
- (en) Cet article est partiellement ou en totalité issu de l’article de Wikipédia en anglais intitulé « National Museum of Oriental Art » (voir la liste des auteurs).